# Torneo Preolímpico de la OFC 1999
El Torneo Preolímpico de la OFC 1999 fue el torneo de clasificación de Oceanía para el Fútbol en los Juegos Olímpicos de Sídney 2000 que se disputó en Auckland, Nueva Zelanda del 13 al 20 de diciembre de 1999.
El país anfitrión venció en la final a Islas Salomón para ser el representante de Oceanía en los Juegos Olímpicos de Sídney 2000.

## Participantes
- Nueva Zelanda (Anfitrión)
- Islas Salomón
- Vanuatu
- Papúa Nueva Guinea
- Fiyi
- Samoa
- Tonga

## Fase de grupos

### Grupo A
| Pos. | Equipo        | Pts. | PJ | G | E | P | GF | GC | Dif. | Clasificación |
| ---- | ------------- | ---- | -- | - | - | - | -- | -- | ---- | ------------- |
| 1    | Islas Salomón | 9    | 3  | 3 | 0 | 0 | 11 | 1  | +10  | Fase Final    |
| 2    | Fiyi          | 6    | 3  | 2 | 0 | 1 | 13 | 2  | +11  | Fase Final    |
| 3    | Samoa (E)     | 3    | 3  | 1 | 0 | 2 | 5  | 7  | −2   |               |
| 4    | Tonga (E)     | 0    | 3  | 0 | 0 | 3 | 1  | 20 | −19  |               |

 Fuente: 
| Equipo 1      | Resultado | Equipo 2      |
| ------------- | --------- | ------------- |
| Fiyi          | 4-0       | Samoa         |
| Tonga         | 0-7       | Islas Salomón |
| Fiyi          | 9-0       | Tonga         |
| Islas Salomón | 2-1       | Samoa         |
| Samoa         | 4-1       | Tonga         |
| Islas Salomón | 2-0       | Fiyi          |

### Grupo B
| Pos. | Equipo             | Pts. | PJ | G | E | P | GF | GC | Dif. | Clasificación |
| ---- | ------------------ | ---- | -- | - | - | - | -- | -- | ---- | ------------- |
| 1    | Nueva Zelanda (H)  | 6    | 2  | 2 | 0 | 0 | 9  | 0  | +9   | Fase Final    |
| 2    | Papúa Nueva Guinea | 3    | 2  | 1 | 0 | 1 | 2  | 5  | −3   | Fase Final    |
| 3    | Vanuatu (E)        | 0    | 2  | 0 | 0 | 2 | 0  | 6  | −6   |               |

 Fuente: 
| Equipo 1           | Resultado | Equipo 2           |
| ------------------ | --------- | ------------------ |
| Nueva Zelanda      | 2-0       | Vanuatu            |
| Vanuatu            | 0-2       | Papúa Nueva Guinea |
| Papúa Nueva Guinea | 0-5       | Nueva Zelanda      |

## Fase Final
|  | Semifinales               | Semifinales   |   |  | Final                     | Final |  |
|  |                           |               |   |  |                           |       |  |
|  | Auckland, 18 de diciembre |               |   |  |                           |       |  |
|  | Islas Salomón             | 3             |   |  |                           |       |  |
|  | Papúa Nueva Guinea        | 1             |   |  |                           |       |  |
|  |                           |               |   |  |                           |       |  |
|  |                           |               |   |  | Auckland, 20 de diciembre |       |  |
|  |                           |               |   |  | Islas Salomón             | 1     |  |
|  |                           | Nueva Zelanda | 4 |  |                           |       |  |
|  |                           |               |   |  |                           |       |  |
|  |                           |               |   |  |                           |       |  |
|  |                           |               |   |  |                           |       |  |
|  | Auckland, 18 de diciembre |               |   |  |                           |       |  |
|  | Nueva Zelanda             | 5             |   |  |                           |       |  |
|  | Fiyi                      | 2             |   |  |                           |       |  |

## Repesca intercontinental
| Equipo 1      | Agr. | Equipo 2  | Ida | Vuelta |
| ------------- | ---- | --------- | --- | ------ |
| Nueva Zelanda | 2–4  | Sudáfrica | 2–3 | 0–1    |

| 19 de mayo de 2000 | Nueva Zelanda                          | 2–3 | Sudáfrica                                   | North Harbour Stadium, Auckland                              |                                                              |
|                    | - Urlovic 13' - F. McCarthy 31' (a.g.) |     | - B. McCarthy 20' - Fortune 26' - Booth 88' | Asistencia: 13,500 espectadores Árbitro(s): Argelio Sabillón | Asistencia: 13,500 espectadores Árbitro(s): Argelio Sabillón |

| 27 de mayo de 2000 | Sudáfrica  | 1–0     | Nueva Zelanda | Vosloorus Stadium, Johannesburg |                                 |
|                    | Matsau 87' | Reporte |               | Asistencia: 20,000 espectadores | Asistencia: 20,000 espectadores |